# Fischbeck (Elbe)
Fischbeck (Elbe) ist ein Ortsteil der Gemeinde Wust-Fischbeck im Landkreis Stendal in Sachsen-Anhalt (Deutschland).

## Geografie
Fischbeck liegt am östlichen Rand der Elbe-Niederung, südlich der Kreuzung der beiden Bundesstraßen 188 und 107. Die Nachbarorte sind Schönhausen im Norden, Jerichow im Süden und jenseits der Elbe die Stadt Tangermünde.
In Schönhausen befindet sich der nächstgelegene Bahnhof mit Verbindungen nach Stendal und Berlin. Die Elbe fließt 2½ Kilometer westlich von Fischbeck im Biosphärenreservat Mittelelbe. Nördlich des Ortes erstreckt sich der 7 km² große Schönhauser Forst.

## Geschichte

### Mittelalter bis Neuzeit
Im 10. Jahrhundert gehörte Fischbeck mit einem Dutzend weiterer slawischer Orte zum Burgward Kabelitz, das 1145 als Schenkung des Havelberger Bischofs Klalob dem Stift Jerichow übereignet wurde. In einer Urkunde von 1172, in der Fischbeck zum ersten Mal offiziell erwähnt ist, wird dies vom Magdeburger Erzbischof Wichmann bezeugt. Bereits um 1220 wurde eine Kirche gebaut. Zur Sicherung des Ortes wurden holländische Kolonisten angesiedelt, die Erfahrungen im Deichbau hatten. 1337 befand sich Fischbeck wieder im Besitz des Havelberger Domstifts. In einer weiteren Urkunde von 1377 wird im Zusammenhang mit dem Verzicht des Magdeburger Erzstiftes auf die Gerichtsbarkeit über Fischbeck ein Schloss erwähnt. Diese Urkunde steht auch im Zusammenhang mit einem Streit zwischen dem Erzstift und dem Bistum Havelberg um die Rechte über Fischberg, der zu Gunsten Havelbergs entschieden wurde. 1437 löste der Havelberger Bischof Konrad alle erzbischöflichen Rechte durch die Zahlung von 1100 Gulden ab. Später fanden in Fischbeck mehrfach, so z. B. 1490 und 1533, Verhandlungen über Streitfragen zwischen dem Erzstift und der Mark Brandenburg statt.
Im Tausch gegen das Dorf Burgstall überließ der brandenburgische Kurprinz Johann Georg 1562 Fischbeck der in der Altmark ansässigen Familie von Bismarck zur Erweiterung ihrer Letzlinger Jagdgründe. Da die von Bismarcks darauf bestanden, dass Fischbeck altmärkisch werden müsse, bildete der Ort von da ab zusammen mit dem ebenfalls an die von Bismarcks abgegebenen Schönhausen eine altmärkische Enklave im Besitz des Magdeburger Erzstiftes. Als nach der Niederlage Preußens gegen Napoleon die Altmark 1807 dem französischen Königreich Westphalen zufiel, wurde die Enklave Schönhausen-Fischbeck dem brandenburgischen Land Jerichow angegliedert. Mit der preußischen Verwaltungsneuordnung von 1815 kam Fischbeck danach zum Kreis Jerichow II.
Lag Fischbeck schon seit langem mit einer eigenen Postexpedition an der wichtigen Poststraße Stendal–Rathenow, so kamen mit der Fertigstellung der Genthin-Havelberger Chaussee 1845 und der Kleinbahnstrecke Genthin–Schönhausen 1899 weitere günstige Verkehrswege hinzu. Trotzdem gelang es nicht, im Zuge der deutschen Industrialisierungswelle auch Fabriken in Fischbeck anzusiedeln. So blieben Landwirtschaft und Fischfang weiterhin die hauptsächlichen Erwerbszweige.
Anstelle der bisherigen Fährverbindung wurde 1933 die Elbebrücke Tangermünde eingeweiht. Auf der kombinierten Straßen- und Eisenbahnbrücke gab es während des Zweiten Weltkrieges für kurze Zeit eine direkte Eisenbahnverbindung über die Elbe nach Tangermünde. Aus militärischen Gründen war Ende 1944 ein Gleis über die Nordseite der Tangermünder Elbebrücke zur Genthiner Eisenbahn bei Fischbeck verlegt worden. Arbeitszüge und Lokomotivfahrten waren längere Zeit der einzige Verkehr auf diesem Gleis, nur ein einziger Transportzug mit 25 Wagen voller Munition und Verpflegung soll am 12. April 1945 die Strecke benutzt haben. Bereits am selben Tage wurde die Brücke von der deutschen Wehrmacht gesprengt. Anfang Mai 1945 traf die Armee Wenck auf ihrem Rückzug vor der Roten Armee bei Fischbeck am Elbufer an, wo bereits tausende zivile Flüchtlinge angekommen waren. Trotz Beschusses durch die amerikanischen und sowjetischen Geschütze gelang es den meisten Soldaten und Zivilisten, über die Trümmer der Elbebrücke oder mit Kähnen, Fähren und Flößen, die die Armee Wenck beschafft hatte, das westliche Ufer zu erreichen.
1950 war die Elbbrücke nach Tangermünde als Straßenbrücke wiederhergestellt. Am 30. Mai 1999 wurde der Bahnverkehr zwischen Genthin und Schönhausen eingestellt. 2001 wurde eine neue Straßenbrücke über die Elbe nach Tangermünde fertiggestellt, die alte Brücke wurde abgerissen.
Nach einem Deichbruch im Rahmen des Elbe-Hochwassers 2013 wurden der Ort, das benachbarte Kabelitz und weite umliegende Flächen am 9./10. Juni fast vollständig überflutet. Die Deichbruchstelle wurde im Juni 2019 als Gedenkstätte neu gestaltet.

### Eingemeindungen
Fischbeck gehörte bis 1807 zum Tangermündeschen Kreis in der Altmark, dann bis 1813 zur Kurmark. Danach kam die Gemeinde zum Kreis Jerichow II, dem späteren Landkreis Jerichow II.
Am 15. Juni 1950 wurde der Landkreis Jerichow II in Landkreis Genthin umbenannt und Fischbeck gehörte von nun an zu diesem Landkreis.
Am 20. Juli 1950 wurde die bis dahin eigenständige Gemeinde Kabelitz nach Fischbeck eingemeindet.
Mit der DDR-Gebietsreform am 25. Juli 1952 kam Fischbeck zum Kreis Havelberg im Bezirk Magdeburg. Am 1. Juli 1994 kam die Gemeinde zum heutigen Landkreis Stendal.
Bis zum 31. Dezember 2009 war Fischbeck (Elbe) eine selbstständige Gemeinde mit dem zugehörigen Ortsteil Kabelitz.
Durch einen Gebietsänderungsvertrag beschlossen die Gemeinderäte der Gemeinden Fischbeck (am 4. Juni 2009) und Wust (am 17. Februar 2009), dass ihre Gemeinden aufgelöst und zu einer neuen Gemeinde mit dem Namen Wust-Fischbeck vereinigt werden. Dieser Vertrag wurde vom Landkreis als unterer Kommunalaufsichtsbehörde genehmigt und trat am 1. Januar 2010 in Kraft.

### Einwohnerentwicklung
| Jahr | Einwohner |
| ---- | --------- |
| 1734 | 211       |
| 1772 | 163       |
| 1790 | 273       |
| 1798 | 231       |
| 1801 | 269       |
| 1818 | 280       |

| Jahr | Einwohner |
| ---- | --------- |
| 1840 | 302       |
| 1864 | 383       |
| 1871 | 409       |
| 1885 | 405       |
| 1895 | 418       |
| 1905 | 409       |

| Jahr | Einwohner |
| ---- | --------- |
| 1925 | 422       |
| 1939 | 391       |
| 1946 | 678       |
| 1964 | 840       |
| 1971 | 803       |
| 1981 | 780       |

| Jahr | Einwohner |
| ---- | --------- |
| 1993 | 770       |
| 2006 | 672       |
| 2008 | 659       |
| 2014 | [0]371    |
| 2017 | [0]368    |
| 2018 | [00]360   |

| Jahr | Einwohner |
| ---- | --------- |
| 2019 | [00]349   |
| 2020 | 0[0]354   |
| 2021 | [00]347   |
| 2022 | [0]338    |

Quelle, wenn nicht angegeben, bis 2006:

## Religion

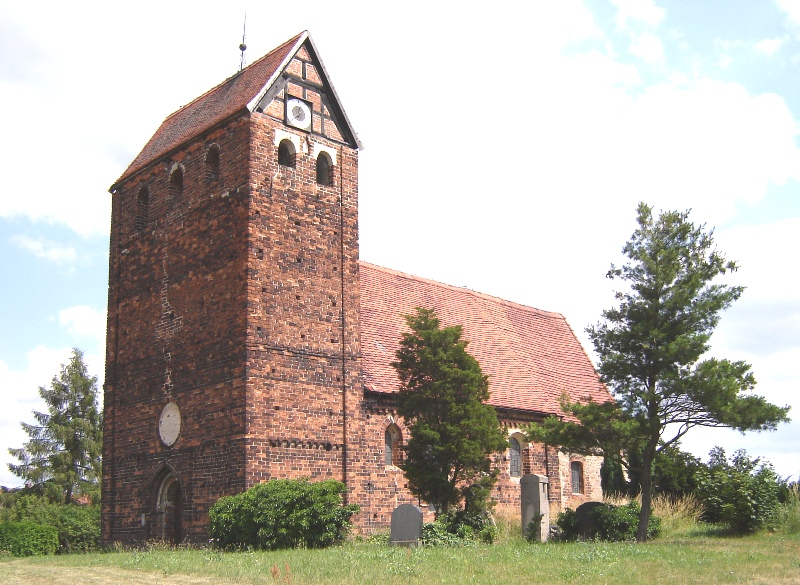
Kirche in Fischbeck

- Die evangelische Kirchengemeinde Fischbeck (Elbe) gehörte früher zur Pfarrei Schönhausen an der Elbe.[12] Sie wird heute betreut vom Pfarrbereich Jerichow im Kirchenkreis Stendal im Propstsprengel Stendal-Magdeburg der Evangelischen Kirche in Mitteldeutschland.[13]
- Die ältesten überlieferten Kirchenbücher für Fischbeck stammen aus dem Jahre 1831, ältere Einträge sind in den Büchern von Schönhausen zu finden.[14]
- Die katholischen Christen gehören zur Pfarrei St. Elisabeth in Tangermünde im Dekanat Stendal im Bistum Magdeburg.[15]

## Politik

### Bürgermeister
Der letzte Bürgermeister der Gemeinde war Bodo Ladwig.

### Wappen

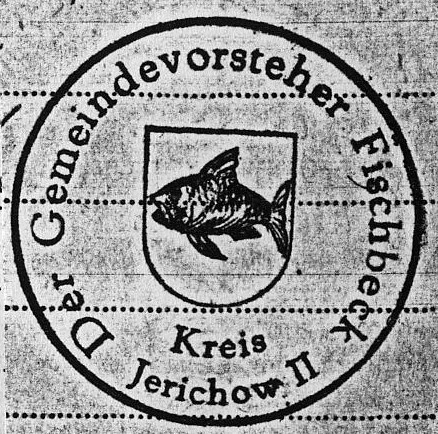
Altes Siegel der Gemeinde Fischbeck

Das Wappen wurde am 4. Dezember 1998 durch das Regierungspräsidium Magdeburg genehmigt.
Blasonierung: „In Rot über gewölbtem silbernen Schildfuß, belegt mit einem blauen Wellenleistenstab, ein schwimmender silberner Fisch.“
Die Farben der Gemeinde sind Silber (Weiß) – Rot.
Die Gemarkung Fischbeck gehörte zum Bistum Havelberg, gelangte durch die Reformation in den Besitz des brandenburgischen Landesherren und wurde von diesem 1562 an die Familie von Bismarck vertauscht, die auf einer Zugehörigkeit zur Altmark bestand. Deshalb wurden die Farben Rot–Silber gewählt. Der Fisch bezieht sich auf den Namen der Gemeinde. Der blaue Wellenbalken symbolisiert die Elbe, und die Deichkrone wird durch die Wölbung des Schildfußes angedeutet.

### Flagge
Die Flagge ist Rot – Weiß – Rot gestreift mit auf dem breiteren weißen Streifen aufgelegtem Wappen.

### Historisches Wappenbild
Die Gemeinde Fischbeck führte in ihrem Gemeindesiegel schon einmal ein wappenähnliches Siegelbild. Dieses wurde im Zeitraum nach dem Zweiten Weltkrieg bis etwa zur Einführung der Bezirke und Kreise in der DDR (1945–1952) benutzt.
Eine weitere Quelle ist das Kreisheimatmuseum in Genthin.

## Verkehr
Der Bahnhof Fischbeck (Elbe) lag an der Bahnstrecke Genthin–Schönhausen sowie der Bahnstrecke Tangermünde–Fischbeck.
Der öffentliche Personennahverkehr wird unter anderem durch den PlusBus des Bahn-Bus-Landesnetz Sachsen-Anhalt erbracht. Folgende Verbindungen führen, betrieben von der Stendalbus und Nahverkehrsgesellschaft Jerichower Land, durch Fischbeck:
- Linie 790: Stendal/Tangermünde ↔ Fischbeck ↔ Jerichow ↔ Redekin ↔ Scharteucke ↔ Genthin
- Linie 900: Stendal/Tangermünde ↔ Fischbeck ↔ Schönhausen ↔ Klietz ↔ Havelberg ↔ Glöwen

## Kultur und Sehenswürdigkeiten

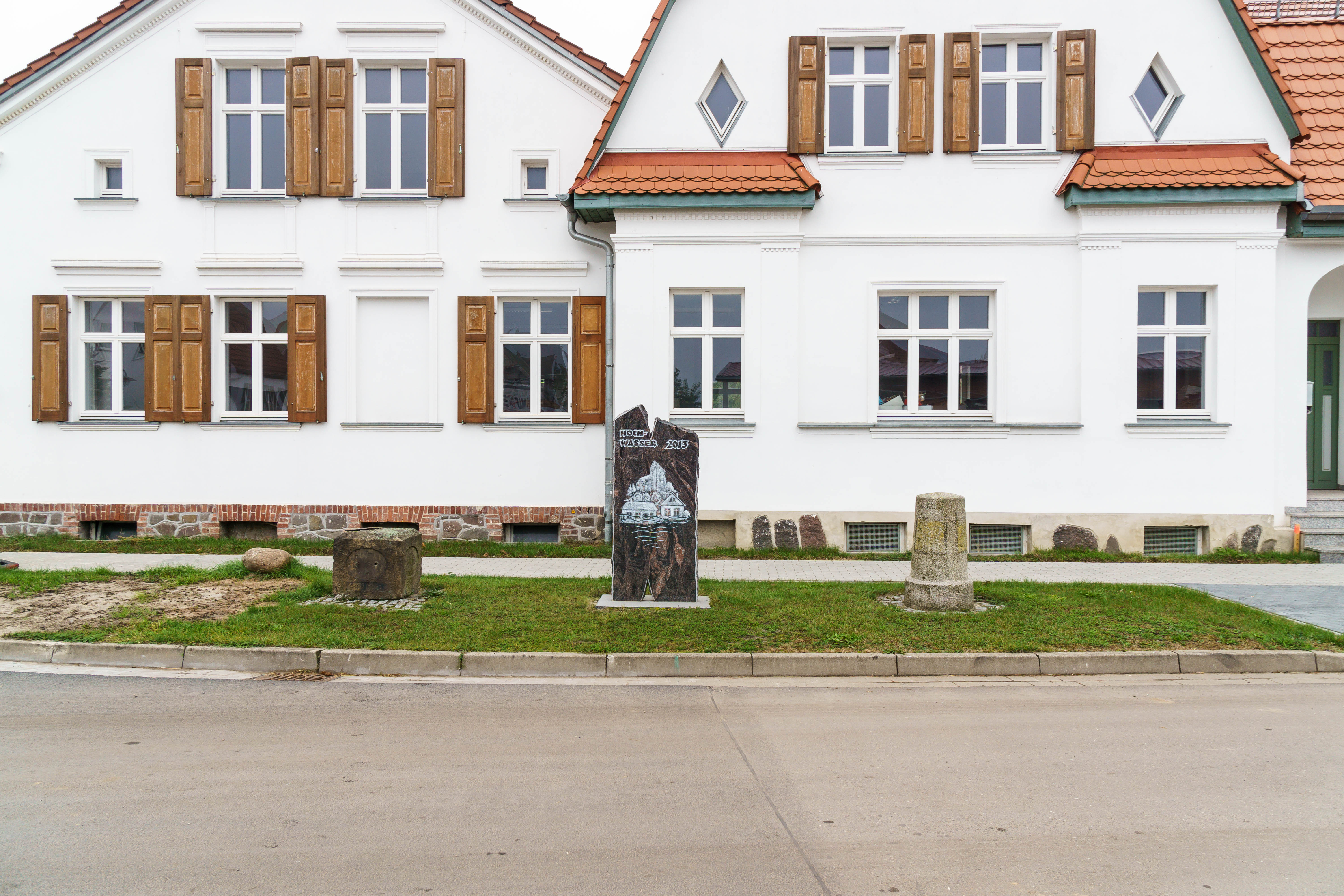
Preußischer Rundsockelstein und Denkmal zum Hochwasser 2013

- Die evangelische Dorfkirche Fischbeck liegt im Zentrum des Dorfes auf einer kleinen Anhöhe. Sie ist ein um 1220–1250 entstandener romanischer Bau aus Backsteinen, der später um einen Chorraum ergänzt und verändert wurde.
- Die Kirche steht auf dem Ortsfriedhof.
- An der Hauptstraße in Fischbeck steht ein Sandstein-Denkmal mit einer eingelegten hölzernen Tafel für die 1945 im Ort gefallenen Soldaten.[16]
- Zwei Bauernhöfe im Dorf stehen unter Denkmalschutz.

## Persönlichkeiten
- Adolf Köppe (1874–1956), Landwirt und Tierzüchter, geboren in Fischbeck
- Günter Schernbeck (1911–1995), Politiker, geboren in Fischbeck